# 尼克·哈維

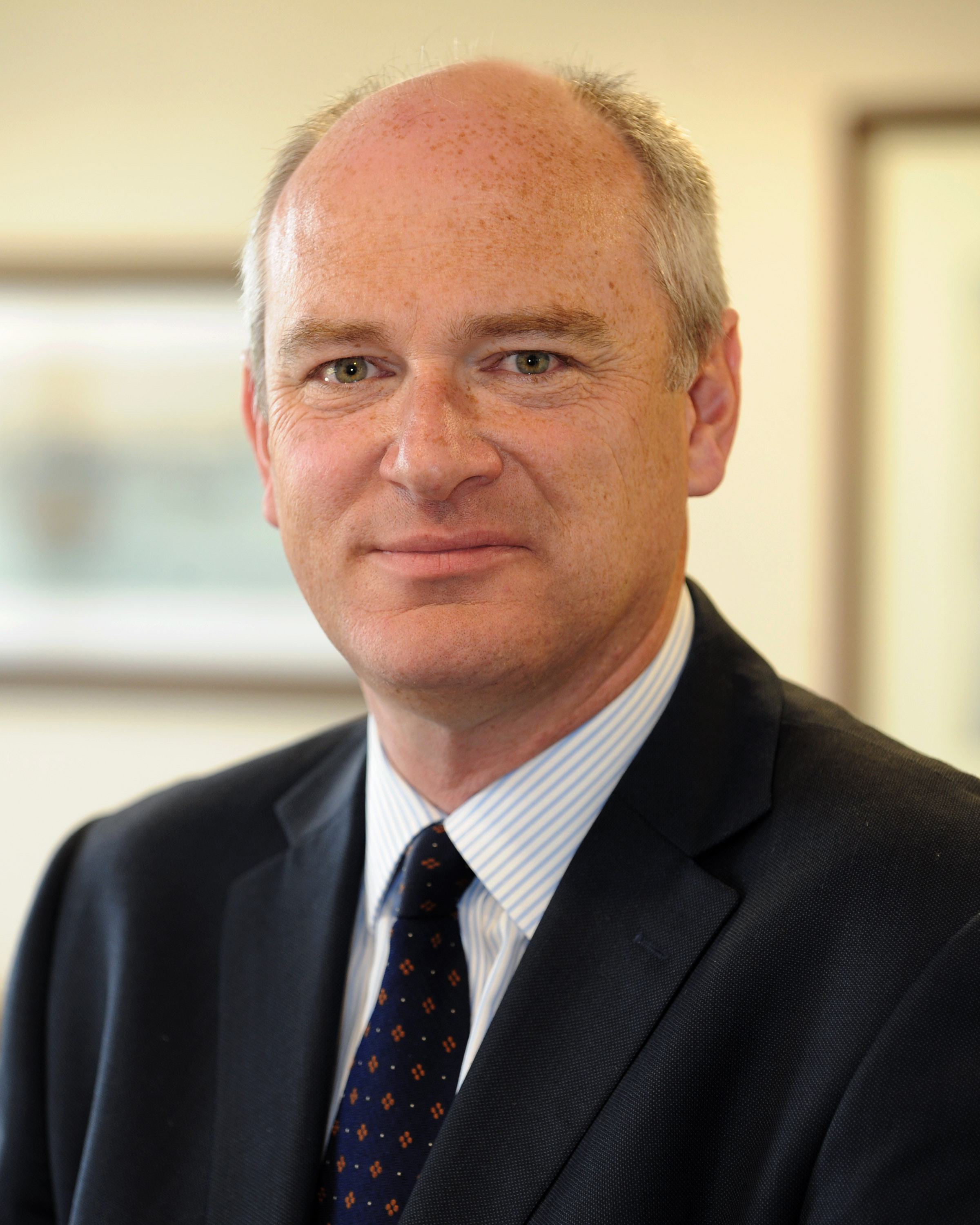

尼古拉斯·巴頓·哈維爵士（英語：Sir Nicholas Barton Harvey，1961年8月3日—），英格蘭政治人物，他的黨籍是自由民主黨。自1992年至2015年，他擔任北德文選區選出的英國下議院議員。